# Synantheopsis parulekari
Synantheopsis parulekari är en havsanemonart som beskrevs av den Hartog och Vennam 1993. Synantheopsis parulekari ingår i släktet Synantheopsis och familjen Actiniidae. Inga underarter finns listade i Catalogue of Life.